# Љубомир Милојевић
Љубомир Милојевић Љубац (Крагујевац, 1948 — 1998) био је српски илустратор, стрип цртач и карикатуриста.
Завршио је Средњу машинско-техничку школу у Крагујевцу. Радио је омоте плоча крагујевачке групе Смак и Сунцокрети.
Иако је радио за многе листове, Љубомир Милојевић Љубац је највећу популарност стекао као илустратор Политикиног забавника, где је својим врцавим хумором налазио ликовне одговоре на писма најмлађих читалаца.
Добитник је више награда на међународним и домаћим конкурсима за карикатуру у периоду од 1973. до 1989. године.